# Objaw Patricka
Objaw Patricka, rzadziej stosowana nazwa to test Patricka (ang. Patrick sign, Patrick's test) – próba diagnostyczna służąca do wykrywania zmian chorobowych w stawie biodrowym lub krzyżowo-biodrowym. Dodatni wynik tej próby może świadczyć o procesie zapalnym toczącym się w obrębie stawów krzyżowo-biodrowych. 

## Sposób przeprowadzenia próby
Badanie przeprowadza się u pacjenta leżącego na plecach. Pacjent zgina w stawie kolanowym jedną kończynę dolną i układa jej stopę wzdłuż przedniej powierzchni podudzia drugiej (wyprostowanej) kończyny dolnej, tak aby kostka boczna zgiętej kończyny leżała w okolicy kolana wyprostowanej kończyny. Badana kończyna dolna jest ułożona w lekkim zgięciu, odwiedzeniu oraz rotacji zewnętrznej.
Następnie osoba badająca jedną dłoń kładzie na okolicę biodra wyprostowanej kończyny (celem stabilizacji miednicy), a drugą dłoń kładzie na kolano zgiętej kończyny i odwodzi zgiętą kończynę w kierunku podłoża (starając się położyć boczną powierzchnię zgiętej kończyny na podłożu). W przypadku toczącego się procesu zapalnego w stawie krzyżowo-biodrowym wywierany ucisk wyzwoli ból zmienionego chorobowo stawu po stronie zgiętej kończyny. Objaw ten można wykorzystywać jedynie wówczas, gdy nie ma objawów bólowych ze strony stawów biodrowych.
Objaw opisał amerykański neurolog Hugh Talbot Patrick. On sam nazywał ten objaw FABER test, od pierwszych liter angielskiego zwrotu, Flexion, ABduction, and External Rotation.